# Национальный памятник освободительных войн
Национальный памятник освободительных войн (нем. Das Nationaldenkmal für die Befreiungskriege) — монументальное сооружение, возведённое по распоряжению прусского короля Фридриха Вильгельма III в 1818—1821 годах в Кройцберге (район Берлина) в память о воинах прусской армии, погибших в освободительных войнах против Наполеона с 1813 по 1815 год. Неоготическое здание в аллегорической форме увековечивает важные исторические сражения. Открытый в 1821 году, памятник находился в то время в открытом поле перед городом на краю плато Тельтов, на высоте 66 метров, ранее называемом Темпельхофер-Берг (Tempelhofer Berg). Шпиль сооружения увенчан железным крестом, которому гора обязана своим новым названием: Кройцберг (нем. Kreuz — крест и нем. Berg — гора).

## История

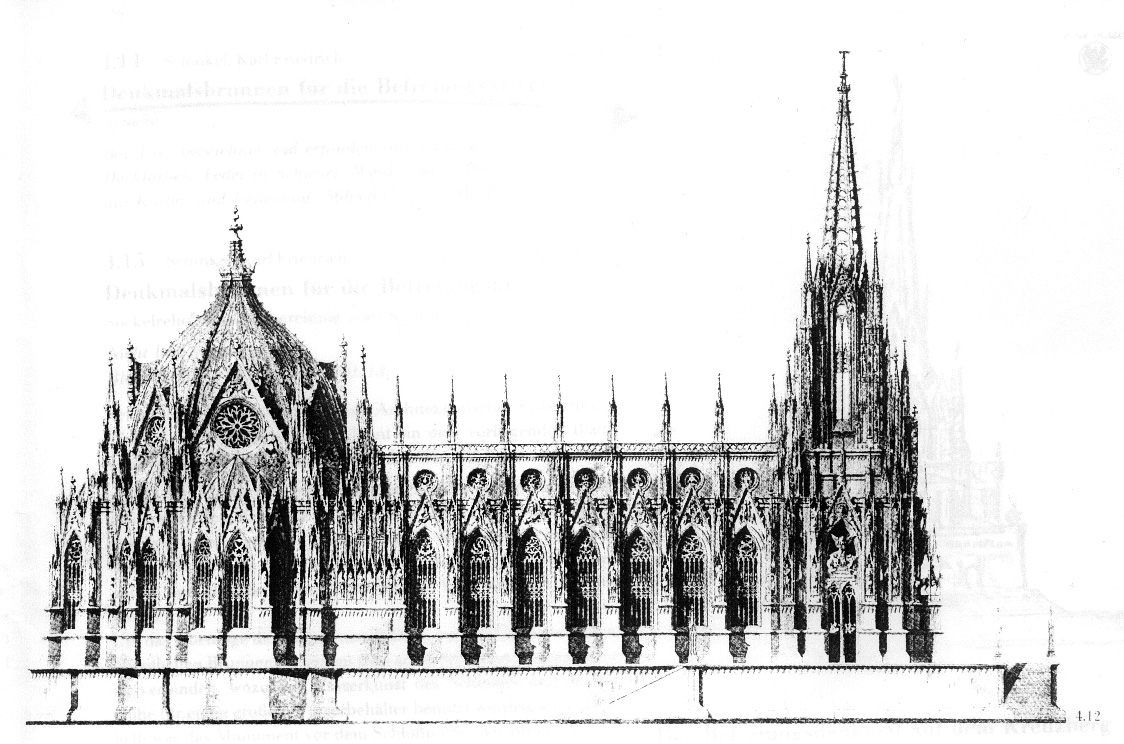
К. Ф. Шинкель. Проект Национального готического собора. 1815

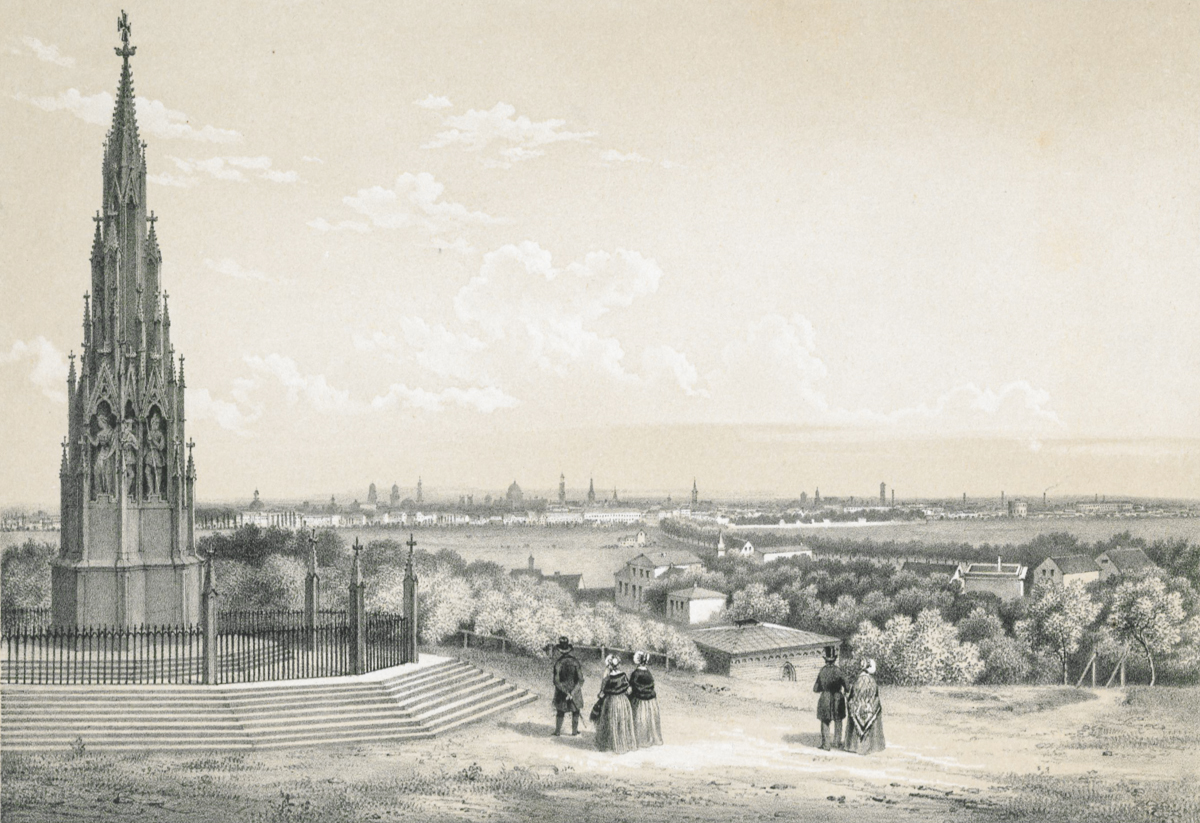
Вид Берлина с Кройцберга. 1852. Литография

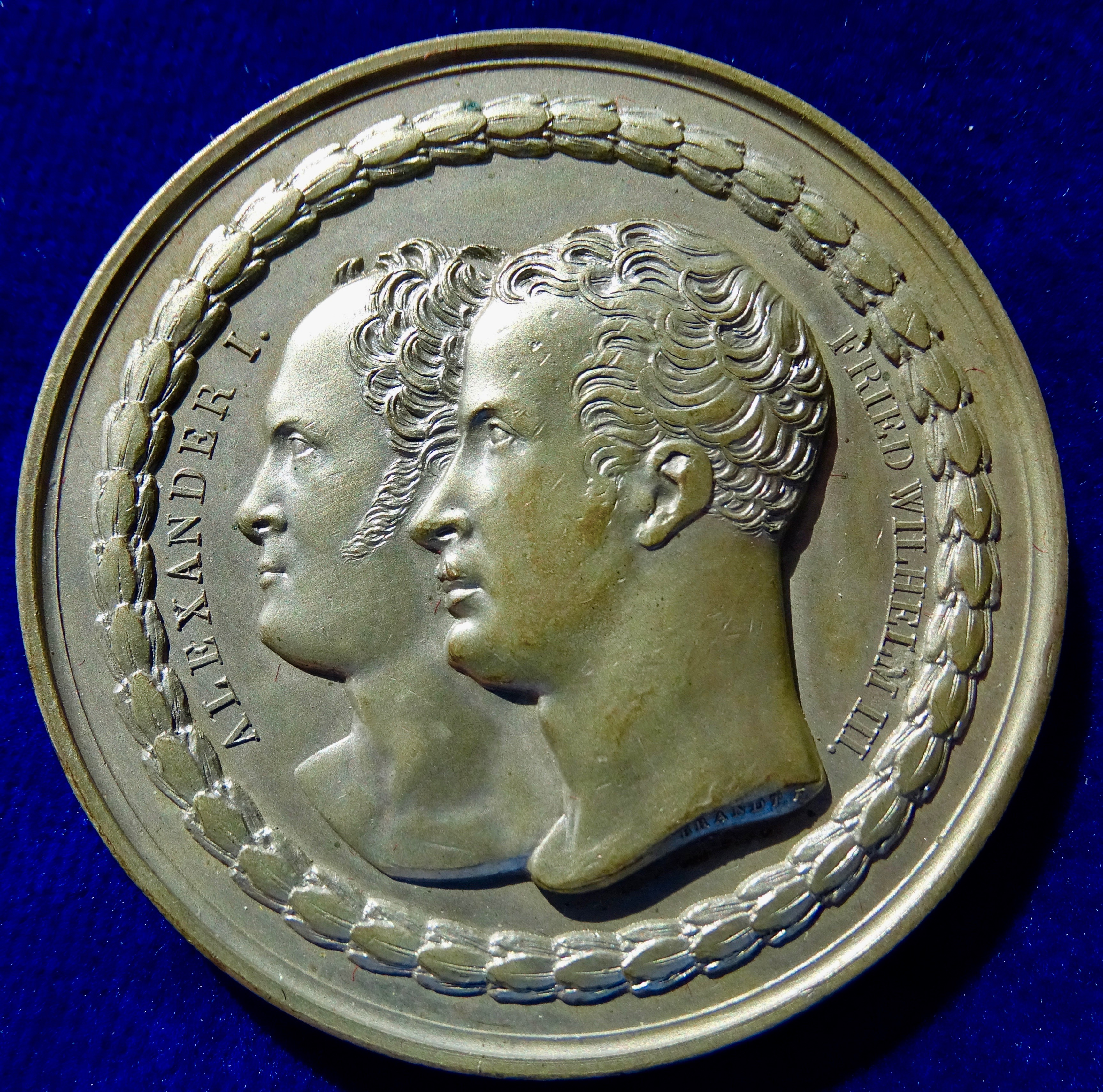
Памятная медаль в честь закладки памятника с профилями императоров Александра I и Фридриха Вильгельма III. 1818. Бронза

Идея создать памятник павшим героям изначально исходила от берлинских граждан и была подхвачена монархом. Первый план состоял в том, чтобы построить огромный неоготический собор перед Потсдамскими воротами, но он был отклонён по соображениям стоимости. На самой высокой точке горы 19 сентября 1818 года был заложен краеугольный камень. На церемонии присутствовал и российский император Александр I. Архитектором сооружения был Карл Фридрих Шинкель. Скульптуры создавали самые известные мастера того времени: Кристиан Даниэль Раух, Кристиан Фридрих Тик и Людвиг Вильгельм Вихман. Отливку взял на себя Королевский прусский чугунолитейный завод. Открытие памятника состоялось 30 марта 1821 года, в годовщину штурма Монмартра, в присутствии, в том числе, будущего императора Николая I с супругой.
Когда вновь возникающие окружающие постройки стали грозить «зрительной потере» памятника, император Вильгельм I приказал поднять монумент высотой 18,83 метра и весом 200 тонн на постамент высотой восемь метров. Работы производились с помощью гидравлической техники в 1878—1879 годах под руководством инженера-строителя и государственного служащего Иоганна Вильгельма Шведлера. Это было сделано с помощью двенадцати гидравлических домкратов, каждый с давлением воды 30 атмосфер и грузоподъемностью 16 тонн. Первоначально монумент располагался точно по направлениям север-юг или запад-восток. Когда он был поднят, памятник «повернулся» на 21 °, так, что теперь он выровнен точно по оси Гросберенштрассе. Основание было спроектировано Генрихом Штраком, автором Колонны Победы в Берлине (Siegessäule, 1873).
В 1888 году у подножия памятника был разбит «Парк победы» (Viktoriapark) с искусственным водопадом высотой 24 метра.

## Композиция памятника
Памятник создан из чугуна в виде увеличенной до огромных размеров готической дарохранительницы в древнегерманском стиле, или «альтдойч» (нем. Altdeutsch), и увенчан Железным крестом. На двенадцати внешних сторонах крестообразного в плане сооружения расположены скульптуры двенадцати гениев, каждый из которых символизирует одну из великих битв освободительных войн и имеет сходство с портретами прусских генералов и членов королевской семьи (Грос-Гёршен 2 мая 1813), (Лейпциг 18 октября 1813), (Париж 30 марта 1814) (Бель-Альянс 18 июня 1815, при Ватерлоо и другие). Памятная надпись составлена филологом-классиком Августом Бёком от имени короля:
Der König dem Volke,
das auf seinen Ruf hochherzig
Gut und Blut dem Vaterlande darbrachte.
Den Gefallenen zum Gedächtniß,
den Lebenden zur Anerkennung,
den künftigen Geschlechtern zur Nacheiferung

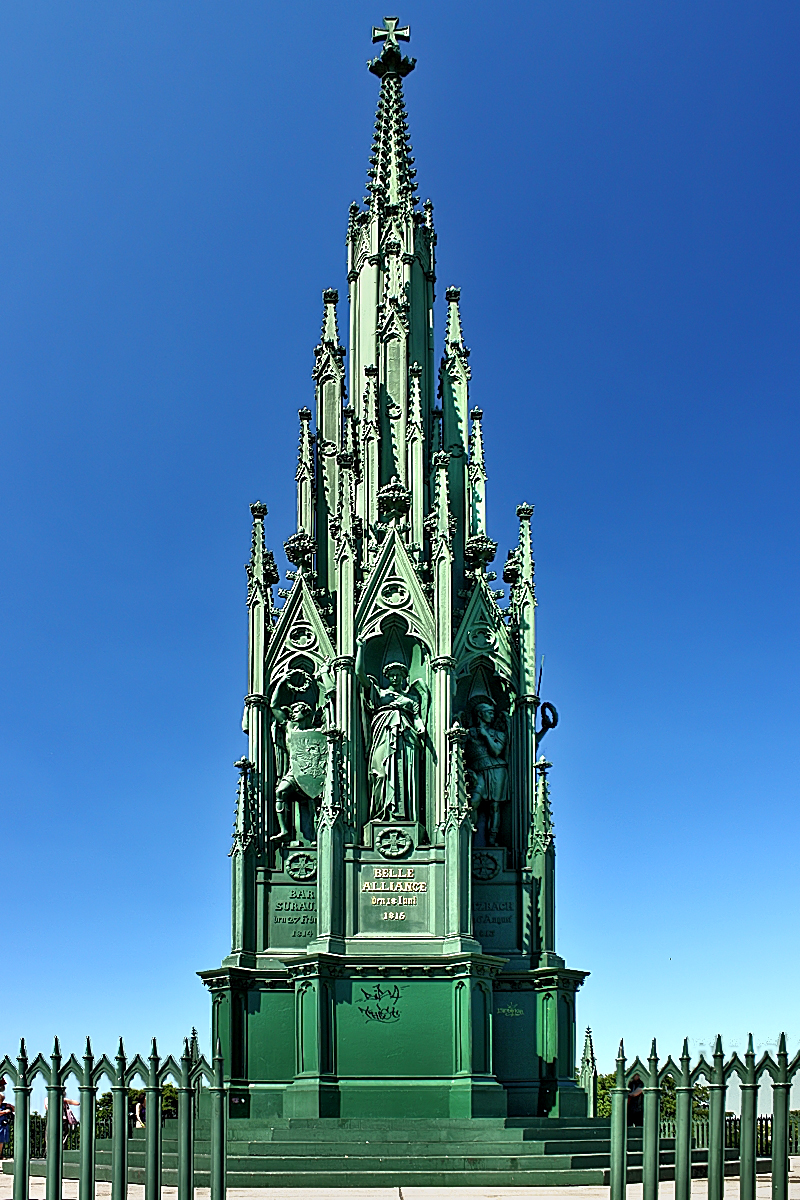
Общий вид памятника
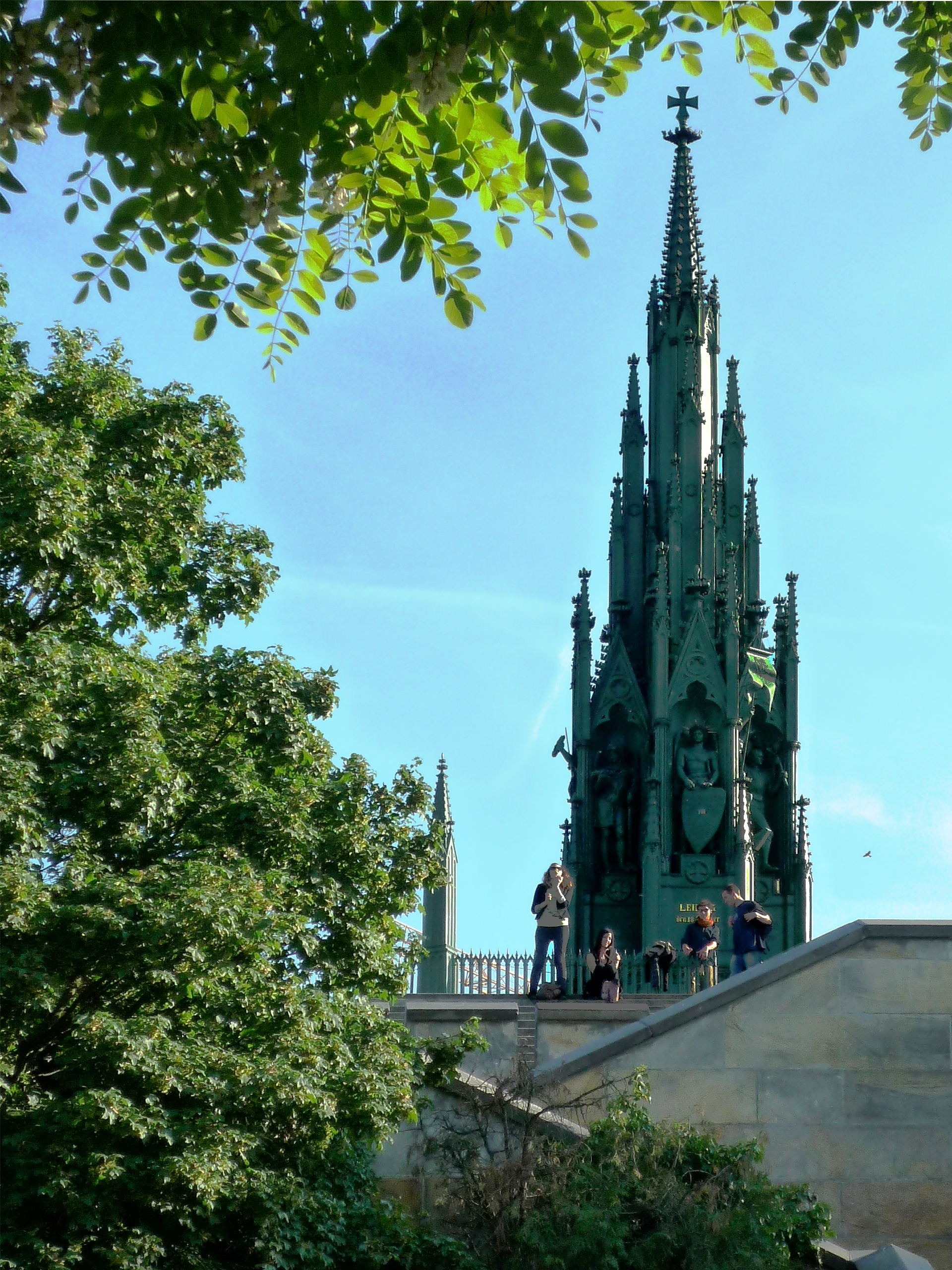
Вид из Парка победы
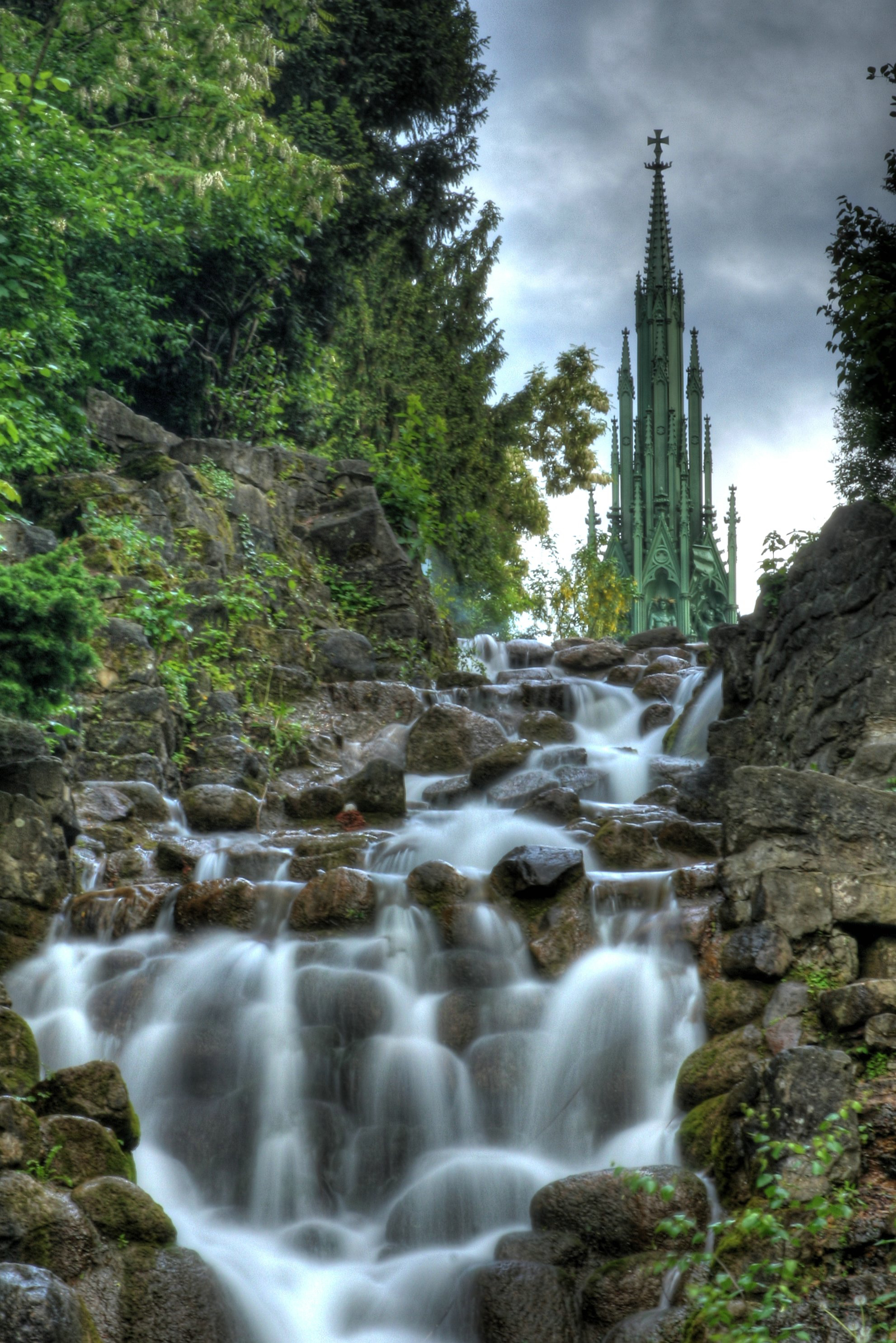
Каскад
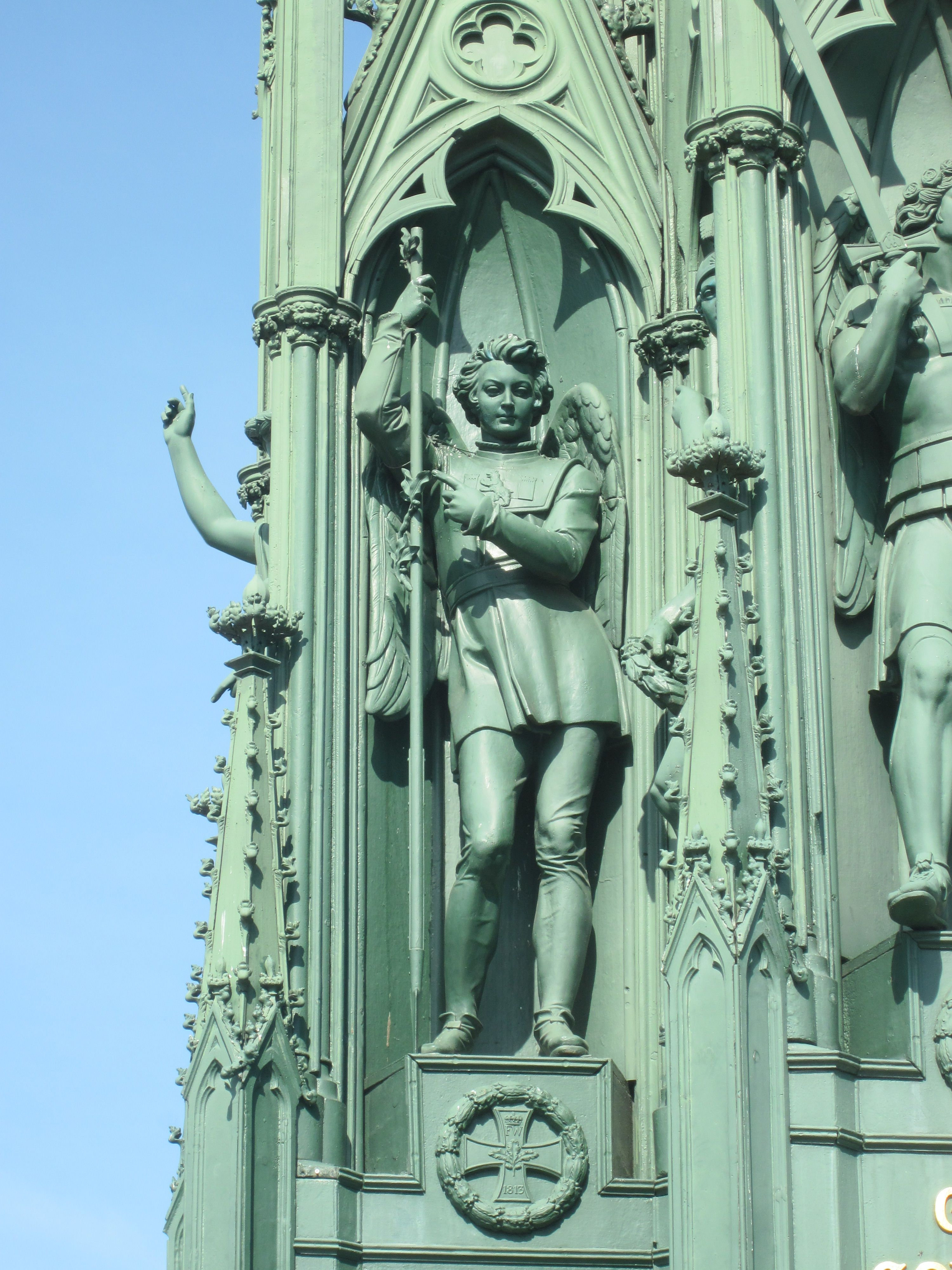
Гений битвы при Гросберене. Скульптор Фридрих Тик
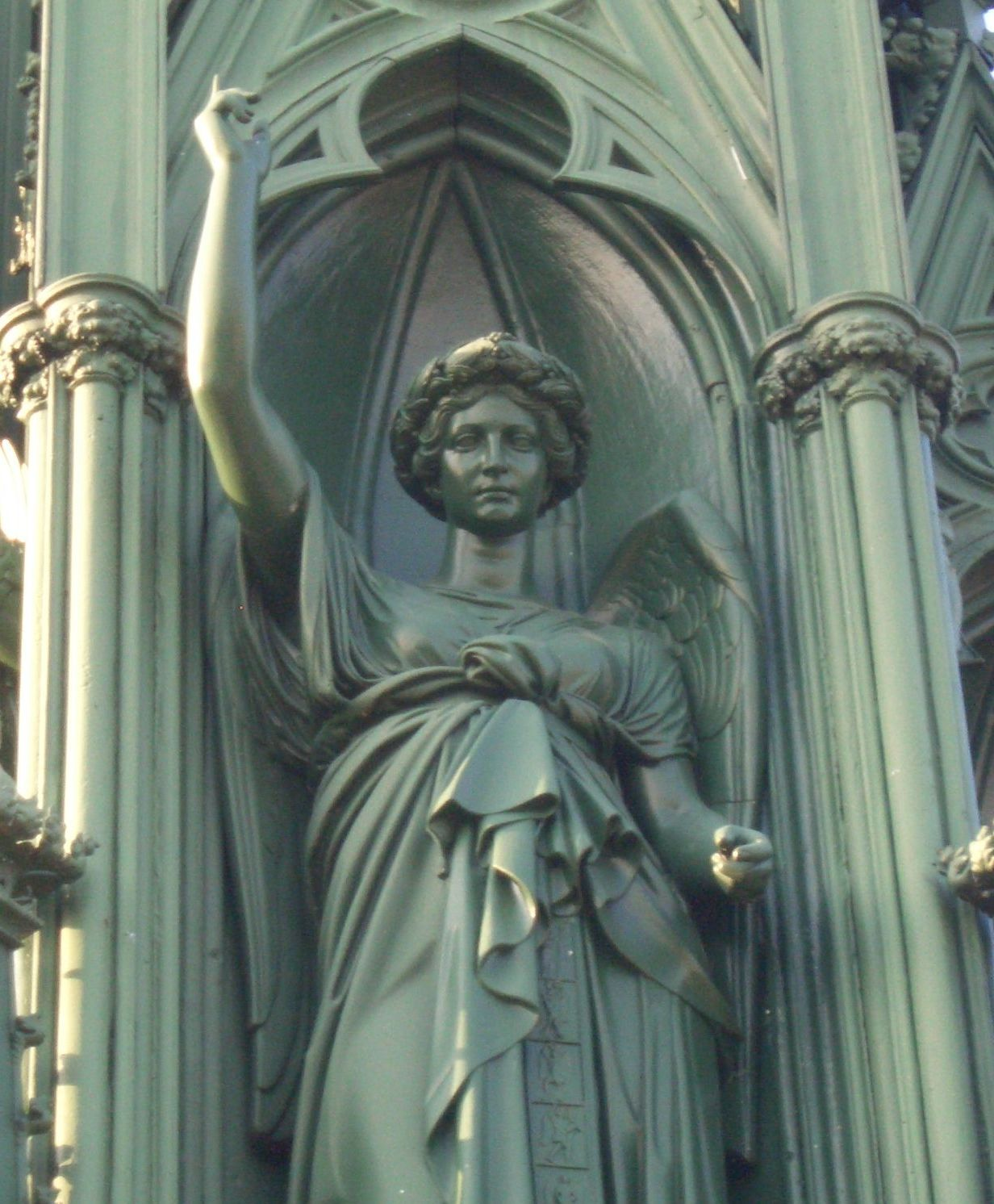
Принцесса Шарлотта Прусская, позднее императрица Александра Фёдоровна, в образе Юноны мира (аллегория битвы при Бель-Альянсе). Скульптор Кристиан Даниэль Раух
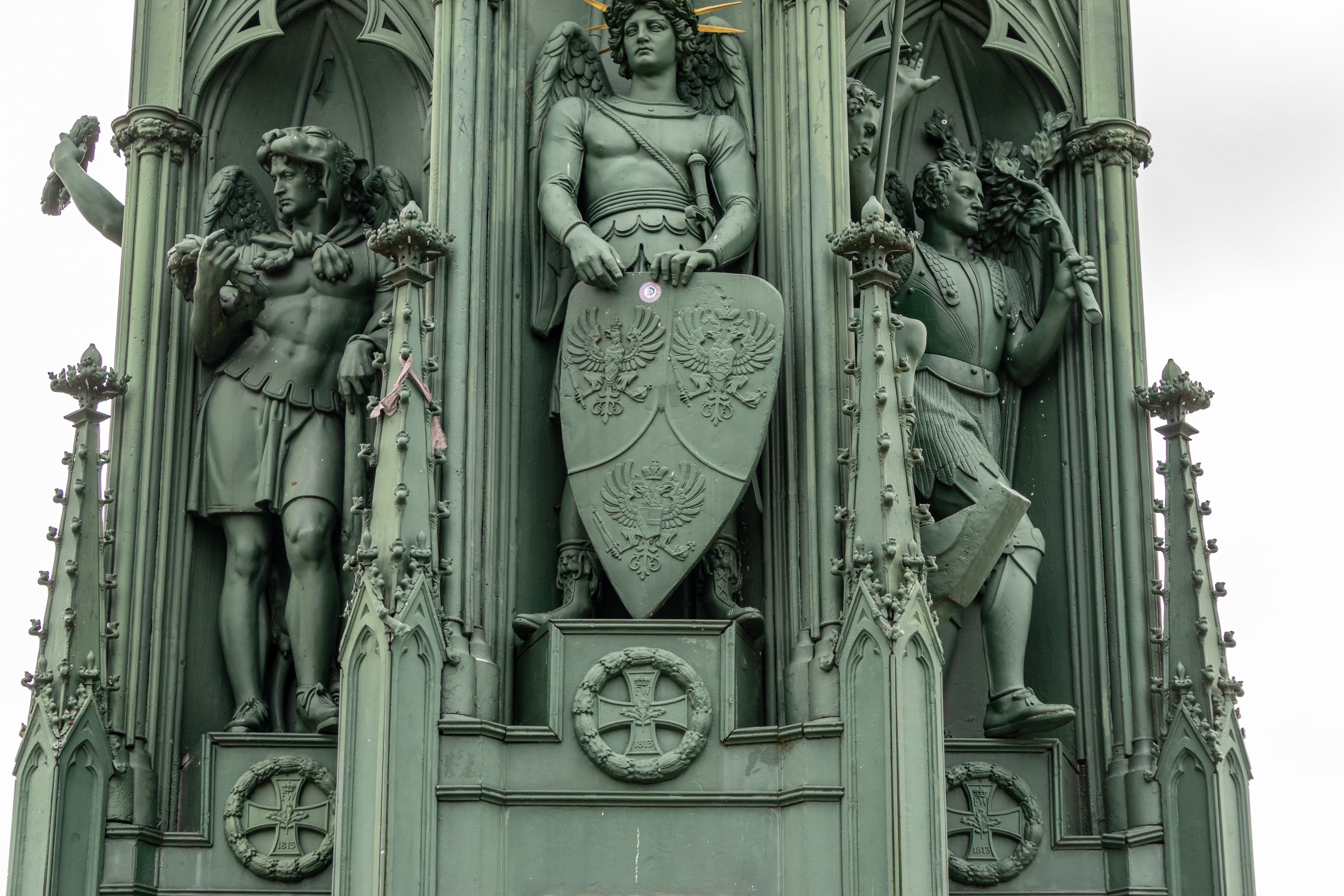
Деталь памятника